# Chavagnes-les-Redoux
Chavagnes-les-Redoux – miejscowość i gmina we Francji, w regionie Kraj Loary, w departamencie Wandea.
Według danych na rok 1990 gminę zamieszkiwało 756 osób, a gęstość zaludnienia wynosiła 57 osób/km² (wśród 1504 gmin Kraju Loary Chavagnes-les-Redoux plasuje się na 694. miejscu pod względem liczby ludności, natomiast pod względem powierzchni na miejscu 859.).